# CSI: Miami helyszínelők
A CSI: Miami helyszínelők (eredeti cím: CSI: Miami) amerikai televíziós sorozat, mely a népszerű CBS-sorozat a CSI: A helyszínelők spin-offja. Akárcsak az eredeti Helyszínelők, a Miami is egy csapat törvényszéki tudós munkáját mutatja be. Napjaink Miamijában, Floridában játszódik, illetve Miami Beachen. Az Egyesült Államokban játszott sorozatot több tucat más országban is sugározzák. Az epizódonkénti átlagos húszmillió néző a péntek első számú műsorává teszi, s egyben az egyik legnézettebb programmá Észak-Amerikában. 2006-ban a Reuters jelentése szerint a Miami helyszínelők „a legnézettebb amerikai sorozat a világon”. A nemzetközi terjesztésért az Alliance Atlantis felel.
A csapat általában rejtélyes és szokatlan halálesetek elkövetői után nyomoz, több alkalommal azonban más bűncselekmények felderítésében is közreműködnek. A CSI: Miami helyszínelők 200. részét 2010. december 12-én adták le az amerikai CBS csatornán.
Jerry Bruckheimer, a sorozat producere elmondta, azért indították el a Miami helyszínelőket, hogy ők készítsék el A helyszínelők első spinoffját.

## Szereplők
| Szereplő              | Színész                              | Magyar hang                                    |
| --------------------- | ------------------------------------ | ---------------------------------------------- |
| Horatio Caine hadnagy | David Caruso (2002-2012)             | Kőszegi Ákos                                   |
| Calleigh Duquesne     | Emily Procter (2002-2012)            | Zsigmond Tamara                                |
| Eric Delko            | Adam Rodriguez (2002-2009,2010-2012) | Crespo Rodrigo                                 |
| Frank Tripp nyomozó   | Rex Linn (2003–2012)                 | Papp János Háda János (4. évad)                |
| Ryan Wolfe            | Jonathan Togo (2004–2012)            | Csík Csaba Krisztián Kárpáti Levente (6. évad) |
| Natalia Boa Vista     | Eva LaRue (2005–2012)                | Agócs Judit                                    |
| Walter Simmons        | Omar Benson Miller (2009–2012)       | Szokol Péter                                   |
| Dr. Alexx Woods       | Khandi Alexander (2002-2008)         | Kocsis Mariann                                 |
| Maxine Valera         | Boti Bliss (2003–2009)               | Kerekes Andrea                                 |
| Yelina Salas nyomozó  | Sofia Milos (2003–2005)              | Spilák Klára                                   |
| Jesse Cardoza         | Eddie Cibrian (2009–2010)            | Papp Dániel                                    |
| Dr. Tara Price        | Megalyn Echikunwoke (2008–2009)      | Peller Anna                                    |
| Timothy Speedle       | Rory Cochrane (2002–2004)            | Megyeri János                                  |
| Megan Donner          | Kim Delaney (2002)                   | Ősi Ildikó                                     |

## Epizódok
A sorozat tizedik évada, egyben az utolsó évad, 2011 szeptemberében indult az Egyesült Államokban. Magyarországon a Viasat 3-on, az RTL Klub-on, a Cool TV-n, az RTL II-n és a Sorozat+-on látható rendszeresen.
- Első évad – 24 rész, 2002 – 2003
- Második évad – 24 rész, 2003 – 2004
- Harmadik évad – 24 rész, 2004 – 2005
- Negyedik évad – 25 rész, 2005 – 2006
- Ötödik évad – 24 rész, 2006 – 2007
- Hatodik évad – 21 rész, 2007 – 2008
- Hetedik évad - 25 rész, 2008 - 2009
- Nyolcadik évad - 24 rész 2009 - 2010
- Kilencedik évad - 22 rész 2010 - 2011
- Tizedik évad - 19 rész 2011 - 2012

## Könyvek
Hazánkban is kapható könyvek:
- Floridai ámokfutás
- Hőhullám
- Veszélyes hit
- Ünnepi rémálom
- Hétköznapi rémálom
- Vágd és fuss!
- Szörnyfesztivál

## Számítógépes játékok
- CSI: Miami